# Liste der Naturdenkmale im Landkreis Grafschaft Bentheim
Die Liste der Naturdenkmale im Landkreis Grafschaft Bentheim enthält die Naturdenkmale im Landkreis Grafschaft Bentheim in Niedersachsen.
Am 31. Dezember 2016 waren im Landkreis Grafschaft Bentheim 15 Naturdenkmale verzeichnet.

## Naturdenkmale
| Bild                          | Bezeichnung                    | Ort, Lage                                     | Beschreibung                  | Schutzzweck | Nummer       |
| ----------------------------- | ------------------------------ | --------------------------------------------- | ----------------------------- | ----------- | ------------ |
| mehr Fotos \| Fotos hochladen | Bornhalmscher Steinbruch       | Bad Bentheim (52° 18′ 8,2″ N, 7° 6′ 17,6″ O)  |                               |             | ND NOH 00012 |
| BW                            | Gerlachsche Fläche             | Bad Bentheim (52° 16′ 51,8″ N, 7° 4′ 10,2″ O) | (2017 nicht mehr verzeichnet) |             | ND NOH 00018 |
| BW                            | Ostervenn                      | Nordhorn (52° 22′ 44,1″ N, 7° 10′ 9,7″ O)     |                               |             | ND NOH 00003 |
| BW                            | Birkenvenn                     | Nordhorn (52° 22′ 54,3″ N, 7° 4′ 45,9″ O)     |                               |             | ND NOH 00004 |
| BW                            | Vechtealtarm Hesepe            | Hesepe (52° 24′ 48,5″ N, 7° 6′ 12,7″ O)       |                               |             | ND NOH 00011 |
| BW                            | Rolink-Tannen                  | Nordhorn (52° 22′ 52,4″ N, 7° 5′ 29,7″ O)     |                               |             | ND NOH 00016 |
| BW                            | Saatkrähenkolonie Heesterkante | Laar (52° 36′ 24,5″ N, 6° 46′ 26,2″ O)        |                               |             | ND NOH 00014 |
| BW                            | Velgenhorst                    | Laar (52° 36′ 8,9″ N, 6° 43′ 37,4″ O)         |                               |             | ND NOH 00015 |
| BW                            | Flugsandfeld                   | Engden (52° 26′ 40,8″ N, 7° 12′ 42,6″ O)      |                               |             | ND NOH 00002 |
| BW                            | Isterberg                      | Isterberg (52° 21′ 21,9″ N, 7° 8′ 51,5″ O)    |                               |             | ND NOH 00001 |
| BW                            | Ohner Wüste                    | Samern (52° 16′ 50,7″ N, 7° 15′ 47,2″ O)      |                               |             | ND NOH 00017 |
| mehr Fotos \| Fotos hochladen | Söben Pölle Getelo             | Getelo (52° 28′ 37″ N, 6° 49′ 16″ O)          |                               |             | ND NOH 00010 |
| BW                            | Spöllberg                      | Gölenkamp (52° 30′ 9,8″ N, 6° 54′ 51,7″ O)    |                               |             | ND NOH 00005 |
| BW                            | Söwen Pölle                    | Gölenkamp (52° 32′ 11,3″ N, 6° 53′ 19,5″ O)   |                               |             | ND NOH 00007 |
| BW                            | Neegenberge                    | Gölenkamp (52° 31′ 7″ N, 6° 54′ 54,5″ O)      |                               |             | ND NOH 00008 |
| mehr Fotos \| Fotos hochladen | Egger Riese                    | Itterbeck (52° 30′ 13,3″ N, 6° 45′ 44,3″ O)   |                               |             | ND NOH 00009 |